# Brug bij Zolder
De brug bij Zolder (Viversel) was oorspronkelijk een betonnen liggerbrug over het Albertkanaal nabij Viversel in de Belgische gemeente Heusden-Zolder. In december 2022 werd deze liggerbrug vervangen door een stalen boogbrug. De brug maakt deel uit van de Westlaan.

## Nieuwe brug
Omdat De Vlaamse Waterweg vanaf 2016 het Albertkanaal bevaarbaar wilde maken voor schepen die 4 lagen zeecontainers kunnen laden, was het nodig om de brug van Viversel net zoals alle andere bruggen over het Albertkanaal te verhogen tot 9m10 boven het wateroppervlak. Doordat men op de plaats van de oude brug het kanaal ook wilde verbreden, was het niet mogelijk om de bestaande lage en korte betonnen liggerbrug zomaar omhoog te brengen. Daarom werd op zondag 2 oktober 2022 de oude betonnen liggerbrug m.b.v. 2 telescoopkranen in grote delen afgebroken om plaats te maken voor een nieuwe brug.
De voorbereidende werken voor de plaatsing van de nieuwe brug werden reeds gestart in mei 2021, waardoor het (fiets-)verkeer onder de brug op de rechteroever van het kanaal werd omgeleid via de Laarstraat en Veldstraat.
De nieuwe stalen boogbrug van Viversel (vergelijkbaar met deze van Eigenbilzen, Zutendaal, Kuringen, Stokrooie, Lummen en Tervant) werd reeds in 2016 gebouwd en in gebruik genomen als tijdelijke brug om het verkeer over te leiden bij de verhoging van de bruggen van de E314 (zo'n 450m stroomafwaarts van de brug van Viversel).
Op zondag 11 december 2022 werd de nieuwe brug van zijn tijdelijke locatie (naast de bruggen van de E314) verplaatst naar zijn definitieve locatie. Omdat de brug al in gebruik was geweest en dus volledig was afgewerkt met asfalt, was deze brug bij het verplaatsen met zijn 2800ton de zwaarste brug die vervoerd werd over het Albertkanaal. Daarom werd dit dan ook gedaan m.b.v. twee grote pontons op het kanaal.

## Galerij

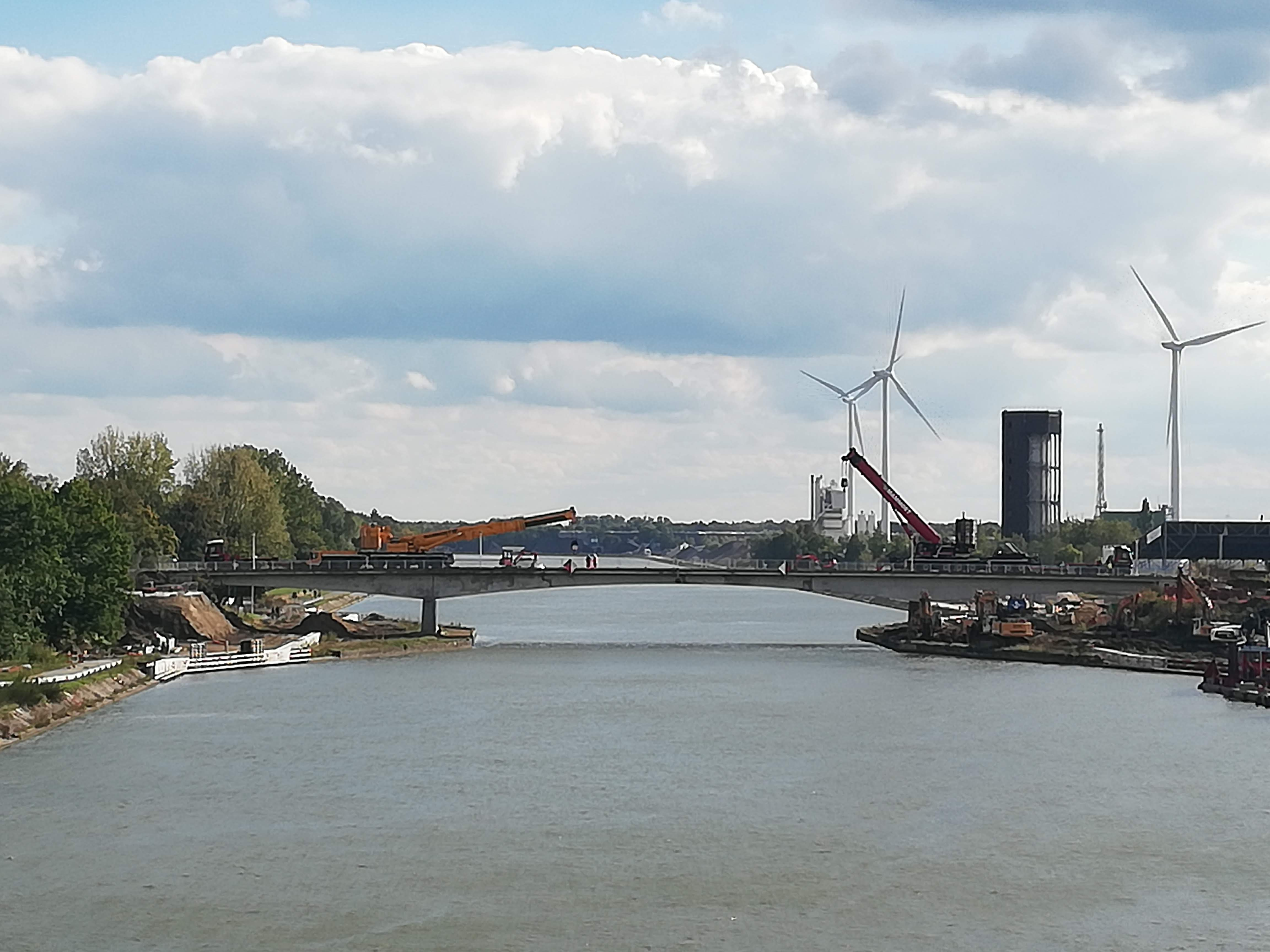
Het plaatsen van de twee telescoopkranen voor de afbraak van de oude brug van Viversel
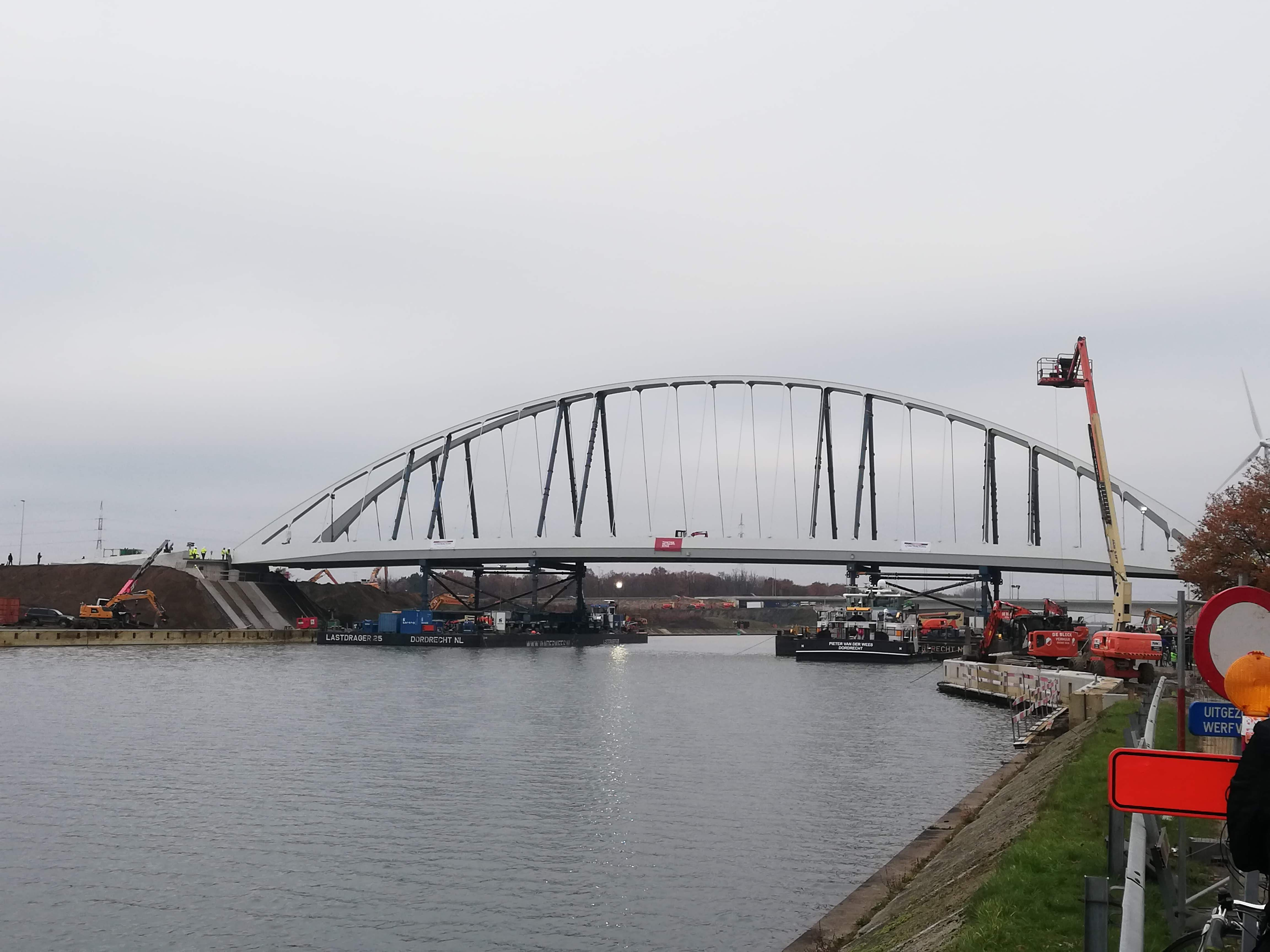
Het verplaatsen van de nieuwe boogbrug van Viversel op zondag 11 december 2022